# Metalografija
Metalografija se bavi istraživanjem strukture metala i legura pomoću svjetlosnog (metalografskog) i elektronskog mikroskopa. Makrostruktura je vidljiva golim okom ili uz malo povećanje. Mikrostruktura zahtijeva pomoć mikroskopa, a povećanje treba biti barem 25 puta. Metalografska analiza može dati podatke o sastavu materijala, prethodnoj obradi i svojstvima, posebno:
- veličinu kristalnog zrna
- prisutne faze
- kemijsku homogenost
- raspodjelu faza
- deformacije strukture nastale nakon plastične deformacije materijala
- debljinu i strukturu površinskih prevlaka
- određivanje pukotine i načina loma

## Metalna veza
Metalna veza je veza između atoma metala. Osnovna privlačna sila koja djeluje između atoma metala uzrokovana je uzajamnim djelovanjem metalnih iona i zajedničkog elektronskog oblaka. Svi atomi su postali pozitivni ioni koje čvrsto veže jedan oblak delokaliziranih elektrona. Metalna veza nije usmjerena u prostoru.

## Kristalna struktura metala
Metali u čvrstom agregatnom stanju mogu biti kristalni ili amorfni, ovisno o pravilnosti rasporeda atoma u prostoru. Kristalno stanje karakterizira ponavljanje ili periodičnost rasporeda atoma i to na većim udaljenostima, na atomskoj skali. Prilikom skrućivanja taline atomi metala se slažu u pravilan trodimenzionalan raspored, tako da je svaki atom povezan s najbližim susjednim atomima i tvori kristalnu strukturu. O njoj ovise mnoga svojstva metala u čvrstom kristalnom stanju. Poznat je čitav niz različitih kristalnih struktura koje se mijenjaju od prilično jednostavnih za metale - elemente do znatno složenijih za intermetalne spojeve. Kod predočavanja kristalnih struktura primjenjuje se model atoma kao čvrstih sfera, što znači da se atomi prikazuju kao čvrste kugle s određenim promjerima.

### Elementarna ćelija
U pravilnom rasporedu atoma kristalne strukture može se uočiti mala grupa atoma s karakterističnim motivom koji se ponavlja u prostoru. Ta činjenica olakšava njeno opisivanje stoga što se ona može podijeliti u male ponavljajuće motive ili tzv. elementarne ćelije. Elementarna ćelija je osnovna strukturna jedinica koja sa svojom geometrijom i položajima atoma određuje kristalnu strukturu, jer se svi položaji atoma u kristalu mogu dobiti translacijom elementarne ćelije u smjeru njezinih bridova. Ona se može definirati i kao ireducibilna reprezentacija određene simetrije. Geometriju elementarne ćelije u potpunosti određuje šest parametara: tri dužine stranica a, b i c i tri kuta među njima α, β i γ, koji se nazivaju parametrima rešetke kristalne structure. Poznato je 14 tipova elementarnih ćelija koje se razlikuju u stupnju translacijske simetrije, a nazivaju se Bravaisove ćelije.

### Kristalni sustavi
Kristalne strukture mogu se podijeliti u grupe sukladno konfiguraciji elementarne ćelije i rasporedu atoma. Postoji ukupno šest kombinacija parametara rešetke koji daju različite kristalne sustave. Između 6 kristalnih sustava raspodijeljeno je 14 mogućih Bravaisovih ćelija. Romboedrijski “sustav” se ponekad izdvaja kao poseban iako on pripada heksagonskom sustavu.
Premda je broj Bravaisovih ćelija malen, broj mogućih kristalnih struktura je velik, jer se položaji u ćeliji mogu umjesto s jednim zamijeniti s grupama atoma (kod spojeva), a i veličine parametara elementarne ćelije mogu biti različite. Bakar i aluminij imaju npr. iste kristalne strukture, ali različite veličine parametara.
Drugi razrađeniji pristup u razvrstavanju mogućih kristalnih struktura uzima u obzir elemente simetrije, kao što su osi, centar simetrije i ravnine simetrije, što daje ukupno 32 kristalne klase. Kada se tome dodaju i elementi translacije koje daju zavrtajne osi i klizne ravnine dobije se ukupno 230 prostornih grupa simetrije (Schonflies, Fedorov) koje opisuju sve moguće kristalne strukture.

## Kristalne strukture legura
Različite vrste atoma mogu se miješati u čvrstom i tekućem stanju, pri čemu nastaju legure ili slitine. One mogu imati sređen ili statistički raspored atoma, koji se rijetko ostvaruje u potpunosti. Legure su makroskopski gledano homogene tvari koje imaju svojstva metala, a sastoje se od dva ili više elemenata od kojih najmanje jedan mora biti metal. Bakar je praktički jedini metal koji se u većim količinama upotrebljava u čistom stanju. Najveći broj elemenata miješa se ili legira s drugim elementima da bi se dobili materijali boljih svojstava. Prilikom miješanja dva metala mogući su sljedeći slučajevi:
- metali se miješaju: atomi dodanog ili legirajućeg metala ulaze u kristalnu rešetku osnovnog metala ili matrice, te nastaju kristali mješanci ili čvrste otopine. Postoje dvije vrste čvrstih otopina: supstitucijske i intersticijske.
- metali stvaraju intermedijarnu fazu ili intermetalni spoj sa strukturom koja se razlikuje od strukture polaznih metala.

### Greške kristalne rešetke
Pri proučavanju metala, radi pojednostavljenja, koriste se tzv. idealni kristali sa zamišljenom, savršeno pravilnom rešetkom. U prirodi postoje naravno samo stvarni kristali, čija rešetka ima manje ili više grešaka. Komercijalne legure sastoje se upravo od takvih stvarnih kristala. Unutar okvira zamišljenih, savršenih rešetaka postoje u stvarnosti određene greške, koje značajno utječu na mnoga svojstva metala. Čak, i u svakom drugom pogledu, potpuno savršene rešetke imaju svoje atome malo pomaknute s idealnih pozicija zbog toplinskog titranja.
Pritom treba imati na umu, da se pri veoma polaganom rastu kristala, od npr. 1 mm na dan, slaže oko 100 slojeva atoma u sekundi. Kod idealnog kristala svi atomi u rešetki trebaju biti složeni prema odgovarajućem, savršenom rasporedu. To se u prirodi teško ostvaruje, pa prilikom kristalizacije dolazi do pojave različitih defekata u strukturi kristalne rešetke. Ponekad, ti vrlo mali defekti imaju presudan utjecaj na svojstva realnih kristala kao što su čvrstoća, plastičnost, difuzija itd. Poznato je, da greške s obzirom na svojstva nemaju uvijek negativni prizvuk, pa je kristal metala s određenom koncentracijom nekih grešaka rešetke termodinamički stabilniji od odgovarajućeg “idealnog” kristala; npr. “idealno” kristalizirana mjed (CuZn) suviše je krhka i ne može se valjati.

### Dijagrami stanja
Primarna upotreba termodinamike u fizičkoj metalurgiji odnosi se na rješavanje značajnih pitanja, kao što su predviđanje kada je neki sustav u ravnoteži ili kada će se i dokle odvijati neka reakcija. Fazne promjene kod metala i legura proučavaju se već dugi niz godina, a dobivene informacije se bilježe u obliku ravnotežnih faznih dijagrama ili konstitucijskih dijagrama stanja. Poznavanje faznih dijagrama sustava legura veoma je važno, jer njihove karakteristike ukazuju npr. na stanje mikrostrukture, koja je u odnosu s mehaničkim svojstvma materijala. Iz faznog dijagrama mogu se također dobiti vrijedne informacije o taljenju, lijevanju, skrućivanju i sličnim pojavama.

### Dijagram stanja željezo – ugljik (cementit)
Legure željeza i ugljika do određenog udjela nazivaju se čelici. To su tehnički materijali složene mikrostrukture. Zbog visokog sadržaja željeza u kori Zemlje ove legure su jeftinije od svih drugih, pa zbog toga i svojih veoma dobrih svojstava, imaju veliku primjenu. Obilježava ih široki raspon mehaničkih svojstava i odgovarajuće mikrostrukture, koje nastaju transformacijom u čvrstom stanju. Posebna značajka ovih legura je, da se njihova svojstva mogu vrlo precizno mijenjati sa zagrijavanjem ili hlađenjem pod kontroliranim uvjetima. Zbog toga je vrlo važan fazni dijagram željezo – ugljik (cementit), o kojem ovise i svi postupci toplinske obrade.

### Difuzija u metalima
Ako detaljnije proučimo masivni, čvrsti uzorak metala ustanovit ćemo da ima neke neočekivane karakteristike. Uzimajući u obzir pojam atomske strukture ovakav uzorak većim dijelom sadrži "prazan prostor", jer je jezgra atoma (a time uglavnom i masa) koncentrirana u malom prostoru nasuprot veličini atoma. Također i prostor rešetke nije potpuno ispunjen atomima. Naime i najgušće ispunjena rešetka kao što je npr. kubično plošno centrirana (KPC) ima ispunjen prostor tek 74 %.
Atomi u čvrstom tijelu nisu statični, već se gibaju "korak po korak" kroz veća područja. Pojava prijenosa mase koja se ostvaruje migracijom atoma naziva se difuzija. Ona se dešava u svim uvjetima (npr. gredici čistog aluminija kod sobne temperature), a na difuziji se temelje mnoge reakcije i procesi važni u proizvodnji metala. Tako npr. lijevane legure poprimaju ujednačen sastav kada se atomi metala gibaju iz područja više koncentracije u područje niže koncentracije (homogenizacija); površina niskougljičnih čelika može se otvrdnjavati procesom difuzije atoma ugljika (naugljičavanje); postupci toplinske obrade čelika temelje se na difuziji itd.

## Metode rada u metalografiji
Razlikuje se makroskopska, svjetlosno-mikroskopska i elektronsko-mikroskopska metalografija.

### Makroskopska metalografija
Makrostruktura je vidljiva golim okom ili uz malo povećanje. Predmet mikroskopske metalografije jesu makropojave koje potječu od dobivanja i prerade metala, kao što su uključci troske, pore, pukotine, lunkeri, nakupine u materijalu, različiti lomovi itd.

### Svjetlosno-mikroskopska metalografija
Pomoću svjetlosnog mikroskopa mogu se postići korisna povećanja do 2000 puta. Istraživanje pomoću svjetlosnog mikroskopa omogućuju studij faza koje nastaju prilikom skrućivanja i kao posljedica promjena u čvrstom stanju, te uočavanje grešaka mikrostrukture, kao što su malokutne i velikokutne granice kristala, granice faza, granice kristala dvojnika, mikroporoznosti i mukrouključci, fizikalne nečistoće (uključine) itd. 
Zbog neprozirnosti metala i slitina takva se istraživanja provode pomoću svjetlosnog mikroskopa na osnovu reflektiranog svjetla (uobičajen je naziv metalurški mikroskop). Brušenjem i naknadnim mehaničkim poliranjem potrebno je pripremiti izbrusak ravne površine i visokog metalnog sjaja.

### Priprema uzorka metala za metalografsku analizu
Metalni uzorci ne propuštaju svjetlost. Za mikroskopiranje uzoraka metala koriste se svjetlosni (metalografski) mikroskopi, koji su konstruirani tako da se koristi svjetlo koje pada na površinu uzorka. Sustavom zrcala i leća u mikroskopu se povećava slika površine metalnog uzoka. Zbog korištenja reflektiranog svjetla s površine metalnog uzorka, površina uzorka mora se prije mikroskopiranja temeljito pripremiti.
Priprema uzorka metala za metalografsku analizu se satoji od:
- uzimanje (izrezivanje) reprezantanivnog uzorka iz osnovnog materijala (ili oštećenog materijala)
- pripremanje početne ravne površine uzorka i brušenje uzorka
- umetanje uzorka u polimernu smolu
- poliranje površine uzorka
- odmašćivanje,ispiranje i sušenje površine uzorka
- kemijsko nagrizanje površine uzorka
- ispiranje i sušenje površine uzorka

### Elektronska metalografija
Kad snop elektrona padne na kristalnu tvar, on će se otkloniti prema istim geometrijskim zakonima koji vrijede za rendgensko zračenje. Prednosti primjene elektronskog mikroskopa s obzirom na svjetlosni mikroskop proizlaze iz sljedećeg:
- zbog vrlo male valne duljine elektrona (oko 0,004 nm) razlučivanje je veliko, svega nekoliko desetina nanometara, što odgovara veličini parametara metalnih (kristalnih) rešetki,
- u usporedbi s apsorpcijom vidljivog svjetla, udio raspršenih elektrona kod metala je tako malen da je moguće prosvjetljivanje metala.

Primjena elektronskog mikroskopa u metalografiji ima smisla samo tada kada se pojedini elementi mikrostrukture ne mogu dalje razlučiti pomoću svjetlosnog mikroskopa. Površina izbruska može se pomoću elektronskog mikroskopa promatrati posredno, pomoću otiska (replika).